# Issek
Issek est un peintre camerounais qui commence à signer ses œuvres en 1991.
En 1991, ayant perdu l'usage de ses jambes car atteint de poliomyélite, il se promène d'une maison  à l'autre à Ngaoundéré, au nord du Cameroun, avec son tricycle.
Plusieurs de ses peintures sont alors un témoignage réaliste du Cameroun. Les œuvres sont sans titre, il faut se fier à la réalité du paysage pour les désigner. À cette époque, il utilise l'huile et se sert comme toile d'un simple tissu de coton fin ce qui l'oblige à utiliser plusieurs couches d'huile. N'ayant pas de spatule, il se sert d'une lame de couteau afin de rapprocher le résultat des spatules, ce qui lui confère un style très personnel. Plusieurs petites peintures sur papier sont réalisées pour la confection de cartes de souhaits, toutes uniques. Cinq de ses œuvres sur coton sont en collection privée au Canada.
En 1997, il ouvre une école de peinture HandyArt Issek. Dès lors son style change, le jeu qu'il accorde aux couleurs est contrastant avec l'époque de 1991.  En 2002, il reçoit la médaille d'or de peinture du Festival des arts de Limbe. En 2005, il continue toujours son œuvre mais dans un style plus contemporain. Ses œuvres sont exposées à New York en 2003 avec l'aide de Jega international et en 2007 au Massachusetts.